# Дербісек
Дербісе́к (каз. Дербісек) — село у складі Сариагаського району Туркестанської області Казахстану. Адміністративний центр Дербісецького сільського округу.
Село утворено 1993 року шляхом об'єднання двох населених пунктів — Тоболіно та Кірово.
Населення — 13347 осіб (2021; 11234 у 2009, 9709 у 1999, 5733 у 1989).